# Колпетрацо (Перуђа)
Колпетрацо је насеље у Италији у округу Перуђа, региону Умбрија.
Према процени из 2011. у насељу је живело 78 становника. Насеље се налази на надморској висини од 313 м.